# Metznuní
Els Metznuní van ser una família de nakharark (nobles) d'Armènia que tenien els seus feus hereditaris a l'Ardshishatovit i Metznuniq, a la província de Baspracània.